# Otto Wawrziniok
Otto Wawrziniok Breslau, 25 de abril de 1873 — Dresden, 26 de maio de 1934) foi um engenheiro mecânico alemão.
Após o Abitur em Breslau e o estudo de engenharia mecânica em Berlim-Charlottenburg e Dresden, foi nesta última instituição de 1898 a 1902 assistente de construção de máquinas. Em 1908 obteve a habilitação e trabalhou de 1902 a 1918 na Königlich Sächsischen Mechanisch-Technischen Versuchs-Anstalt. Em 1914 foi professor extraordinário de ensaios não destrutivos e metalografia, em 1918 professor ordinário de engenharia automotiva e diretor do Instituto de Engenharia automotiva da Universidade Técnica de Dresden. Em novembro de 1933 assinou a Declaração dos Professores Alemães por Adolf Hitler.
Cometeu suicídio, supostamente por causa de incompatibilidades, de acordo com registros de Victor Klemperer de 13 de junho de 1934, porque sua origem ariana não pode ser constatada. 